# Urumči
Urumči (ujgursko ئۈرۈمچى, splošna turška abeceda: Ürümçi, ujgurska izgovorjava: [ʏrʏmˈtʃi]; kitajsko: 乌鲁木齐; pinjin: Wūlǔmùqí), do nedavnega znano kot Dihua ali Tihwa (kitajsko: 迪化; pinjin: Díhuà), je glavno mesto Avtonomne pokrajine Šindžjang-Ujgur na skrajnem severozahodu Ljudske republike Kitajske.
Urumči je bilo glavno središče na svilni poti v času kitajske dinastije Tang in si je v 19. stoletju med dinastijo Čing ustvarilo sloves vodilnega kulturnega in trgovskega središča.
S približno 3,5 milijona prebivalcev (leta 2015) je Urumči glede na prebivalstvo drugo največje mesto na kitajskem severozahodu in največje v Srednji Aziji. Po Guinnessovi knjigi rekordov je Urumči najbolj oddaljeno mesto od katerega koli morja na svetu. Urumči že od 1990-ih doživlja pomemben gospodarski razvoj in je trenutno regionalno prometno vozlišče ter kulturno, politično in trgovsko središče.
Urumči je eno izmed 500 znanstveno najproduktivnejših mest na svetu. V mestu je tudi Univerza Šindžjang, univerza z najvišjo akademsko stopnjo v Šindžjangu, v okviru projekta 211 in univerzitetnega načrta Double First Class.

## Etimologija
Ime Ürümqi izhaja iz mongolskega jezika Oirat in pomeni 'lep pašnik'. To je bilo prvotno ime majhnega mesta, ki ga je ustanovilo oiratsko govoreče mongolsko ljudstvo Dzungar.
Dinastija Čing je leta 1755 s silo zavzela Urumči med osvajanjem Dzungarskega kanata. Sile Čingov so razširile mesto v mesto z obzidjem od 1763 do 1767. Po zaključku širitve so Čingi preimenovali mesto v Dihua (kitajsko: 迪化; prej romanizirano kot "Tihwa"), kar dobesedno pomeni 'razsvetliti in civilizirati'. Ker je kitajska komunistična partija menila, da je ime Dihua omalovažujoče in etnično šovinistično, je 1. februarja 1954 obnovila ime Urumči.

## Zgodovina
Čeprav je Urumči blizu severne svilne poti, je sedanje mesto relativno novo. Najzgodnejšo znano naselbino na tem območju lahko datiramo v 7. stoletje našega štetja, vendar dolgo časa ni bilo stalne naselbine in ni bila znana kot Urumči do Džungarskega kanata v 17. stoletju. Sedanje mesto izvira iz obnove, ki se je začela v 18. stoletju.

### Zgodnje obdobje
V prazgodovini je mesto bodočega Urumčija zasedalo nomadsko ljudstvo, v kitajskih poročilih znano kot Duši, ki je živelo predvsem na severnih pobočjih okoliškega gorovja Tjanšan. Džuši se pogosto obravnavajo kot verjetni predhodniki toharskih ljudstev, ki so pozneje ustanovili mestne države v Tarimski kotlini, južno od sedanjega kraja Urumči.
Najstarejše znano naselje, mesto z imenom Urabo (kitajsko Vulabo), je bilo približno 10 kilometrov od južnega predmestja današnjega Urumčija. Do začetka 1. tisočletja našega štetja je bilo območje očitno znotraj severne meje kraljestva Kroraina (kitajsko Loulan).
Kitajske države Han, ki so bile na vzhodu, so vse bolj nadzorovale Tarimsko kotlino. Pod imenom Luntai je mesto ustanovila vlada dinastije Tang leta 648 n. št., 22. leto vladavine cesarja Taizonga, kot del generalnega protektorata za pomiritev Zahoda. Bil je sedež lokalne vlade in je pobiral davke od karavan vzdolž severne svilne poti.
Potem ko so se Tangi umaknili iz zahodnih regij, je regija prišla pod nadzor Ujgurov iz kaganata in Gaočang/Čočo. O območju Urumči v času med dinastijama Tang in Čing je malo informacij in raziskovalci menijo, da tam večino tega obdobja ni bilo stalnih naselbin. Mongoli so širše območje imenovali Bišbalik, kar pomeni pet mest, sklicevanje na pet mest, ki so obkrožala današnje območje Urumči.

### Džungarsko obdobje
Džungarska plemena, ki so govorila oiratsko in so tvorila Džungarski kanat, so bila zadnja večja sila, ki je nadzorovala Urumči, preden so Mandžurci pridobili nadzor nad Šindžjangom. V času dinastije Ming je bil zapis o mestu Džiudžjavan 5 kilometrov zahodno od sedanjega Urumčija, ki je morda bilo mesto Džungar, ki je bilo kasneje uničeno med osvajanjem Čingov. Mongoli so v tem obdobju območje uporabljali tudi za pašništvo. Stepska ljudstva so izkoristila to lokacijo, prelaz med Bogda Šanom na vzhodu in Tjanšanom na zahodu, ki povezuje Džungarsko kotlino na severu in Turpansko kotlino na jugu.
Urumči je ostal majhno mesto manjšega pomena kot oaza in trgovsko središče svilne poti Turpan 200 km proti jugovzhodu. Boj za nadzor nad Džungario je privedel do tega, da so Khošuti (zdaj razvrščeni kot Mongoli) zapustili Urumči v Čingaj in Tibet v 1620-ih in 1630-ih. Ujgure so na območje Urumčija v 18. stoletju pripeljali Džungarji, ki so jih preselili iz regije zahodnega Tarima, da bi bili tarančiji ali kmetje v Urumčiju.

### Obdobje dinastije Čing
V 18. stoletju so se Čingi odpravili v vojno proti Džungarskemu kanatu. Urumči so leta 1755 zavzeli, Dzungarji v regiji pa so bili uničeni v Dzungarskem genocidu. Pisatelj Vei Juan je nastalo opustošenje v severnem Šindžjangu opisal kot »prazno ravnino za tisoč lijev, brez sledi človeka«. Zgrajena je bila utrdba (leta 1755 ali 1758, odvisno od virov), Čingi pa so nato v Urumčiju ustanovil garnizije mandžurskih in mongolskih praporščakov ter kitajskih čet Han. Po letu 1759 je vlada Čing ustanovila državne kmetije na premalo poseljenih območjih okoli Urumčija, kjer je bila rodovitna, dobro namakana zemlja. Mandžurski vojaki so zgradili tudi tempelj z rdečimi zidovi, posvečenimi Guandiju, na gori Pingding, ki gleda na Urumči, zaradi česar je Urumči dobil vzdevek Rdeči tempelj.
Mandžurci so leta 1763 začeli graditi obzidano mesto južno od prve utrdbe, dokončano pa je bilo leta 1767. Cesar Čjanlong je novo naselbino poimenoval Dihua (kitajsko: 迪化; pinjin: Díhuà mandžursko Wen de dahabure fu), kar pomeni 'razsvetliti in civilizirati'. Leta 1771 je bilo drugo mesto z imenom Gongning Čeng (鞏寧城) zgrajeno v bližini na severozahodu za namestitev mandžurskih praporščakov in to je postalo sedež vlade. Naselbina praporščakov na zahodu se je običajno imenovala Mančeng ({{lang-zh|labels=no|t=滿城 |l='mesto Manchu'), medtem ko je Dihua na vzhodu postala kitajsko mesto Hanov, ki se običajno imenuje Hančeng (漢城; 133; mesto Han'). Urumči v zgodnjem obdobju je bil torej pobrateno mesto, z Gongning Čengom kot upravnim središčem, medtem ko je Dihua prerasla v trgovsko in finančno središče Šindžjanga.
Kitajci Han iz vse Kitajske so se preselili v Dihuo, tako kot kitajski Hui muslimani iz Gansuja in Šaanšija.{sfn' Izvor Hui v Urumčiju je pogosto označen z imeni njihovih mošej. Do leta 1762 so kitajski migranti na območju današnjega Urumčija odprli že več kot 500 trgovin. Tisti Čing literati, ki so obiskali Dihuo, so bili navdušeni nad njegovo kulturno prefinjenostjo in podobnostjo z vzhodno Kitajsko. Pisatelj Dži Jun je Dihuo primerjal s Pekingom, saj sta imela oba številne vinoteke, ki so ponujale dnevne predstave kitajske glasbe in plesa.
Leta 1870 je potekala bitka pri Urumčiju med turškimi muslimanskimi silami Jakub Bega proti dunganskim muslimanskim silam Tuo Minga (Daud Khalifa). S pomočjo kitajske milice Han Šu Šuegonga so Jakub Begove sile premagale Dungane. Gongning Čeng je bil ujet, njegov upravitelj Čing ubit, mesto pa požgano do tal in zapuščeno. Čingi so pozneje ponovno prevzeli nadzor nad Urumčijem. Leta 1884 je cesar Guangšu ustanovil Šindžjang kot provinco z Dihuo kot glavnim mestom.

### Republikanska doba
Po propadu dinastije Čing je Šindžjangu iz Urumčija vladalo več vojskovodij: Jang Zengšin (1911–1928), Džin Šuren (1928–1933), Šeng Šikai (1933–1942) in Džang Džidžong kot guverner Šindžjanga v letih 1942–1949. Od teh sta Jang in Šeng veljala za sposobna vladarja.
Med Kumulskim uporom sta potekali bitki pri Urumčiju (1933) in 1933–34 med silami 36. divizije Ma Džongjinga (Narodna revolucionarna armada) ter provinčnimi silami Džin Šurena in Šeng Šikaija. V drugi bitki je Maju pomagal kitajski general Džang Peijuan.

### Obdobje Ljudske republike
1. februarja 1954, po ustanovitvi Ljudske republike Kitajske, je bilo mestu uradno spremenjeno ime nazaj v Urumči. Vladajoča kitajska komunistična partija je menila, da je ime Dihua, ki dobesedno pomeni 'razsvetliti in civilizirati', omalovažujoče in etnično šovinistično.
V poznih 1970-ih je Deng Šjaoping omilil strog nadzor Kitajske nad Šindžjangom, Urumči pa je imel koristi od razvoja naftne in plinske industrije.
S finančno pomočjo kitajske vlade so bile v Urumčiju zgrajene nove mošeje. Medtem ko je kitajska vlada izvajala stroga pravila o veri v južnem Šindžjangu, je bilo ravnanje z Ujguri in njihovo vero v Urumčiju bolj ohlapno in permisivno.
Maja 1989 je bilo zaradi nemirov v Urumčiju 150 ranjenih. Februarja 1997 so bombni napadi v Urumčiju, ki so sledili incidentu v Ghuldži, povzročili 20 smrtnih žrtev in številne ranjene.

## Geografija
Največje mesto na zahodu Kitajske, Urumči, si je prislužilo mesto v Guinnessovi knjigi rekordov kot najbolj oddaljeno mesto od kateregakoli morja na svetu. Od najbližje obale je oddaljeno približno 2500 kilometrov, saj je najbližje večje mesto evrazijskemu polu nedostopnosti, čeprav sta Karamaj in Altaj, oba v Šindžjangu, bližja. Mesto ima upravno območje 10.989 kvadratnih kilometrov in ima povprečno nadmorsko višino 800 metrov.
Lokacijo 43°40′52″N 87°19′52″E / 43.68111°N 87.33111°E v jugozahodnem predmestju Urumčija so lokalni strokovnjaki za geografijo leta 1992 označili za »središčno točko Azije« in spomenik v ta namen je bil tam postavljen v 1990-ih. Mesto je lokalna turistična atrakcija.
V Urumčiju prevladuje celinsko hladno polsuho podnebje (Köppnova podnebna klasifikacija BSk) z zelo velikimi razlikami med poletjem in zimo. Ima topla poletja z julijskim dnevnim povprečjem 24,2 °C  in zelo mrzle zime z januarskim dnevnim povprečjem –12,2 °C. Povprečna letna temperatura je 7,8 °C. Mesto je polsušno, poletja so nekoliko bolj mokra kot zime, vendar je sončno vreme veliko bolj verjetno v toplejših mesecih, relativna vlažnost pa je poleti najnižja. Z mesečnim odstotkom možnega sonca, ki sega od 33 odstotkov decembra do 75 odstotkov septembra, mesto prejme 2643 ur močnega sonca letno. Letna količina padavin je približno 305 milimetrov. Ekstremne vrednosti od leta 1951 so se gibale od −41,5 °C 27. februarja 1951 do 42,1 °C 1. avgusta 1973.

### Oskrba z vodo
Čeprav je območje Urumči obdano s puščavami (Gurbantünggüt na severu in Takla Makan na jugu), je naravno napajano s številnimi majhnimi rekami, ki tečejo iz zasneženih gora Tjanšan: glavno verigo Tjanšan na jugu mesta in Bogdašan vzhodno od mesta (okrožje Dabančeng). Mreža, sestavljena iz tisočih km kanalov, rezervoarjev in predorov, imenovanih karez, prerazporeja vodo po obsežno namakanem območju vzdolž vznožja gorovja. Temelji na starodavnem namakalnem sistemu, zgrajenem pred 2000 leti.
V Šindžjangu je 20.000 ledenikov – skoraj polovica vseh ledenikov na Kitajskem. Od leta 1950 so se ledeniki zaradi globalnega segrevanja umaknili za 21 do 27 odstotkov. Ledenik Tjanšan št. 1 (一号冰川), iz katerega izvira reka Urumči, je največji ledenik v bližini večjega mesta na Kitajskem, vendar se je že razdelil na dva manjša ledenika.
Ker prebivalstvo in gospodarstvo regije Urumči naraščata, povpraševanje po vodi presega naravno zalogo. Da bi ublažili pomanjkanje vode, so v prvem desetletju 21. stoletja zgradili prekop Irtiš–Urumči. Glavno deblo kanala se konča v tako imenovanem Rezervoarju 500 ("500"水库; 44°12′00″N 87°49′00″E / 44.20000°N 87.81667°E) v skrajnem severovzhodnem predmestju mesta. Novo industrijsko območje, imenovano Ganquanbao Industrial Park (甘泉堡工业园) ali Industrial New City 500 (500工业新城), je bilo razvito leta 2009 zahodno od rezervoarja in se je zanašalo na to za oskrbo z vodo. Iz območja zbiralnika se voda naprej distribuira po mreži kanalov po spodnjem okrožju Midong.

## Demografija
Urumči je večetnično mesto od časa osvojitve Čingov; v zgodnjih letih so Mandžurci živeli v Gongning Čengu, Han Kitajci v Dihui in različne druge etnične skupine, kot so Hui, Ujguri in drugi v primestnih okrožjih. Muslimani so se naselili južno od obzidanega mesta Dihua in čeprav je bilo obzidje medtem porušeno, so muslimani še vedno skoncentrirani tam.
Popis leta 1787 je pokazal, da je bilo v prefekturah Dženši (ki je vključevala Barköl in Hami) in Urumči 114.348 Huijev in Hanov. V samem mestu Urumči je bilo v 1880-ih 39.000 ljudi, do začetka 20. stoletja pa 50.000 ljudi. Leta 1908 naj bi Urumči naselili Ujguri (takrat imenovani Turki), Kitajci, Mandžurci in nekaj Mongolov, pri čemer so Ujguri po ocenah predstavljali četrtino prebivalstva.
V dobi Ljudske republike se je začel aktiven program preselitve prebivalstva Han v Šindžjang. Leta 1960 je bilo v Urumčiju 76.496 Ujgurov in 477.321 Han Kitajcev.
Po popisu leta 2000 je imel Urumči 2.081.834 prebivalcev z gostoto prebivalstva 174,53 prebivalcev/km².
Po popisu leta 2010 je bilo zabeleženih 3.112.559 prebivalcev. Delno povečanje je bilo posledica sprememb meja, na primer Mičuan je bil združen z okrožjem Midong in leta 2007 postal del Urumčija.
Leta 2021 je bilo ocenjeno, da ima Urumči 4,544 milijona prebivalcev.

## Turizem
- Veliki bazar, bazar na cesti South Džjefang (解放南路).
- Hong šan (Rdeča gora) je simbol Urumčija, in je v parku Hongšan.
- Ljudski park, južno od parka Hongšan.
- Ljudski trg
- Trg Nanhu (南湖广场)
- Muzej avtonomne regije Šindžjang-Ujgur (新疆维吾尔自治区博物馆), ki je bil popolnoma obnovljen v zgodnjih 2000-ih.[67]
- Slikovito območje Heavenly Lake, priljubljen park z nekaterimi najbolj znanimi alpskimi pokrajinami na Kitajskem, več kot dve uri zunaj Urumčija.
- Topli vrelci Šuimogou (水磨沟温泉) so 5 km severovzhodno od Urumčija.
- Muzej svilne poti Šindžjang (新疆丝绸之路博物馆) je poleg Velikega bazarja na št. 160 Šengli Road. Je v četrtem in petem nadstropju velike stavbe v evropskem slogu, v kateri je tudi nakupovalni kompleks. Večina eksponatov ima tudi angleška imena in nekateri vodniki govorijo nekaj angleškega jezika.
- Mestni muzej Urumči (乌鲁木齐博物馆) je na cesti South Nanhu 123 (南湖南路123号)
- Tatarska mošeja Urumči (乌鲁木齐塔塔尔寺清真寺) je na cesti Džjefang. Pred obiskom mošeje je treba pridobiti dovoljenje.[68]
- Spomenik v geografskem središču azijske celine v okrožju Jongfeng v okrožju Urumči
- Smučišče Urumči Silk Road (丝绸之路滑雪场) je v okrožju Urumči
- Stolnica brezmadežnega spočetja, Urumči: škofijska stolnica škofije Šindžjang (烏魯木齊天主教堂)